# Zenón Urrutia Manzano
Zenón Urrutia Manzano (San Javier de Loncomilla, fl. 14 de febrero de 1881 - Santiago, 16 de agosto de 1945) fue un político y comerciante chileno. 
Nacido en la Hacienda San Javier, fue bautizado en Concepción el 24 de febrero de 1881. Hijo de don Luis Urrutia Rozas y doña Aurora Manzano Benavente. Se casó en Concepción, el 8 de diciembre de 1907, con Avelina Infante Sanders.
Educado en el Liceo Fiscal y en el Colegio Inglés de Concepción. Se inició en el comercio como empleado de la firma “Duncan Fox”, para dedicarse a la agricultura, actividad que desempeñó en Bulnes, donde tenía ciertas propiedades de su padre.
Fue miembro del Partido Radical, del cual fue secretario y presidente de la asamblea penquista. 
Elegido Diputado por cuatro períodos consecutivos (1909-1921), representando al departamento de Bulnes y Yungay. Integró la Comisión permanente de Legislación Social, de Guerra y Marina y de Hacienda e Industrias.
En 1923 le correspondió organizar la gran Convención Radical, donde se trataron importantes temas del partido a niveles nacionales y regionales.
Elegido Alcalde de la Municipalidad de Concepción (1927-1930). Durante su administración se realizaron progresos urbanos, como fue la construcción del mercado, del parque Ecuador y el mejoramiento de los servicios de aseo.
Se retiró de la vida política activa y se dedicó solo a atender los cargos en las sociedades a las que perteneció, como el Club Concepción, el Club Hípico, el Cuerpo de Bomberos, director de la Universidad de Concepción y miembro de la Junta de Beneficencia, además de presidente de la Sociedad Agrícola del Sur.